# Вашингтон (щат)
Вижте пояснителната страница за други значения на Вашингтон.
Вашингтон (на английски: Washington) е щат в северозападната част на САЩ, с пощенски код WA и столица Олимпия. На север граничи с канадската провинция Британска Колумбия, на изток с щата Айдахо, на юг с Орегон, а на запад с Тихия океан. Най-големият град е Сиатъл.
Щатът е кръстен в чест на Джордж Вашингтон, първият президент на Съединените щати, и е създаден от западната част на Вашингтонската територия, която е прехвърлена от Великобритания през 1846 г., съгласно Орегонския договор. Влиза в състава на Съюза като 42-рия щат през 1889 г.
Вашингтон е 18-ият по големина щат с площ от 184 667 km2 и 13-ият по население щат, с повече от 7,4 милиона души. Около 60% от жителите на Вашингтон живеят в метрополния регион на Сиатъл.
Вашингтон е водещ производител на дървен материал. Неговата здрава повърхност е богата на елха, бучиниш, пондероса, бял бор, смърч, лиственица и кедър. Щатът е най-големият производител на ябълки, хмел, круши, червени малини, масло от мента и череши, и се нарежда високо в производството на кайсии, аспержи, сух ядлив грах, грозде, леща, масло от мента и картофи. Животновъдството и животновъдните продукти имат значителен принос за общите приходи на стопанствата, а търговският риболов на сьомга, камбала и дънната риба допринася значително за икономиката на държавата. Вашингтон се нарежда на второ място след Калифорния в производството на вино.
Вашингтон е един от най-богатите и най-либерално прогресивни щати в страната. Той последователно се нарежда сред най-добрите за продължителността на живота и ниската безработица. Заедно с Колорадо, Вашингтон е един от първите щати, които легализират лечебния и рекреационен канабис, сред първите тридесет и шест щати, легализирали еднополовите бракове и един от едва четирите щати, които легално извършват аборт преди решението на Върховния съд от 1973 г. Жителите на щата също така одобряват легализирането на подпомогнатото самоубийство в референдума от 2008 г. и е един от едва пет щата (Орегон, Калифорния, Колорадо и Върмонт, както и окръг Колумбия), където тази практика се извършва.

## География
Вашингтон разполага с обширни горски територии – едно от богатствата на щата, което обуславя доброто развитие на дърводобивната индустрия. Огромните вечнозелени гори са причина да бъде наречен с прозвището „Вечнозеления щат“. Най-високата точка е Маунт Рейниър (4392 m), който е част от планинската верига Каскади и е действащ вулкан, изригнал за последен път в средата на 19. век. Той е една от емблемите на щата. Друг действащ вулкан, Сейнт Хелънс (Света Елена) (2549 m) изригва на 18 май 1980 г., причинявайки поражения и жертви. По-големите реки, протичащи през щата, са Колумбия, Снейк и Якима.

## История
Вашингтон става 42-рият щат, присъединил се към САЩ на 11 ноември 1889 г.

## Градове
- Абърдийн
- Анакортъс
- Белингам
- Бремертън
- Ванкувър
- Евърет
- Кент
- Лейси
- Лонгвю
- Порт Анджелис
- Пулман
- Редмънд
- Рентън
- Ричланд
- Сиатъл
- Спокан
- Такоума
- Федърал Уей
- Шорлайн
- Якима

## Окръзи
Щатът Вашингтон е разделен на 39 окръга. Те са:
1. Адамс
2. Айлънд
3. Асотин
4. Бентън
5. Гарфийлд
6. Грант
7. Грейс Харбър
8. Джеферсън
9. Дъглас
10. Каулиц
11. Кинг
12. Кититас
13. Китсап
14. Клалам
15. Кларк
16. Кликитат
17. Колумбия
18. Линкълн
19. Люис
20. Мейсън
21. Оканоган
22. Панд Орей
23. Пасифик
24. Пиърс
25. Сан Хуан
26. Скаджит
27. Скамания
28. Снохоумиш
29. Спокейн
30. Стивънс
31. Търстън
32. Уакаякъм
33. Уаткъм
34. Уитман
35. Уола Уола
36. Фери
37. Франклин
38. Челан
39. Якима